# Chalcedectus texanus
Chalcedectus texanus är en stekelart som beskrevs av Charles Thomas Brues 1907. Chalcedectus texanus ingår i släktet Chalcedectus och familjen puppglanssteklar. Inga underarter finns listade i Catalogue of Life.